# Bridgette Gordon
Bridgette Cyrene Gordon (nacida el 27 de abril de 1967 en DeLand, Florida) es una exjugadora y entrenadora  de baloncesto estadounidense. Consiguió 1 medalla de oro con Estados Unidos en los Juegos Olímpicos de Seúl 1988.